# Louis-Charles Mahé de La Bourdonnais

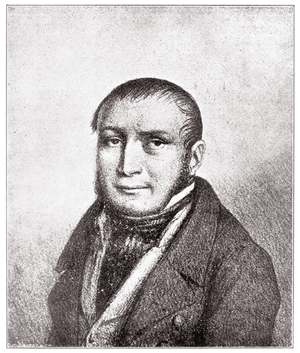
Louis-Charles Mahé de La Bourdonnais.

Louis-Charles Mahé de La Bourdonnais, född 1795 på Réunion, död 1840 i London, var en fransk schackspelare. Han var troligen den starkaste spelaren i början av 1800-talet. Han är begravd på Kensal Green Cemetery i London.

## Schackkarriär
Louis-Charles Mahé blev betraktad som inofficiell världsmästare från 1821, då han slog sin schacklärare Alexandre Deschapelles och fram till sin död 1840. Den mest kända matchen, ansedd som en match om världsmästerskapet, var den mot Alexander McDonnell 1834. En av de mest kända partierna med La Bourdonnais är ett parti mot just MacDonnel 1834, vilket ledde till följande slutställning:
|   | a | b | c | d | e | f | g | h |   |
| 8 | d8 svart löpare · g8 svart torn · h8 svart kung · d7 vit bonde · g7 svart bonde · h7 svart bonde · a5 svart bonde · c3 vit drottning · a2 vit bonde · d2 svart bonde · e2 svart bonde · f2 svart bonde · g2 vit bonde · h2 vit bonde · d1 vit torn · h1 vit kung | d8 svart löpare · g8 svart torn · h8 svart kung · d7 vit bonde · g7 svart bonde · h7 svart bonde · a5 svart bonde · c3 vit drottning · a2 vit bonde · d2 svart bonde · e2 svart bonde · f2 svart bonde · g2 vit bonde · h2 vit bonde · d1 vit torn · h1 vit kung | d8 svart löpare · g8 svart torn · h8 svart kung · d7 vit bonde · g7 svart bonde · h7 svart bonde · a5 svart bonde · c3 vit drottning · a2 vit bonde · d2 svart bonde · e2 svart bonde · f2 svart bonde · g2 vit bonde · h2 vit bonde · d1 vit torn · h1 vit kung | d8 svart löpare · g8 svart torn · h8 svart kung · d7 vit bonde · g7 svart bonde · h7 svart bonde · a5 svart bonde · c3 vit drottning · a2 vit bonde · d2 svart bonde · e2 svart bonde · f2 svart bonde · g2 vit bonde · h2 vit bonde · d1 vit torn · h1 vit kung | d8 svart löpare · g8 svart torn · h8 svart kung · d7 vit bonde · g7 svart bonde · h7 svart bonde · a5 svart bonde · c3 vit drottning · a2 vit bonde · d2 svart bonde · e2 svart bonde · f2 svart bonde · g2 vit bonde · h2 vit bonde · d1 vit torn · h1 vit kung | d8 svart löpare · g8 svart torn · h8 svart kung · d7 vit bonde · g7 svart bonde · h7 svart bonde · a5 svart bonde · c3 vit drottning · a2 vit bonde · d2 svart bonde · e2 svart bonde · f2 svart bonde · g2 vit bonde · h2 vit bonde · d1 vit torn · h1 vit kung | d8 svart löpare · g8 svart torn · h8 svart kung · d7 vit bonde · g7 svart bonde · h7 svart bonde · a5 svart bonde · c3 vit drottning · a2 vit bonde · d2 svart bonde · e2 svart bonde · f2 svart bonde · g2 vit bonde · h2 vit bonde · d1 vit torn · h1 vit kung | d8 svart löpare · g8 svart torn · h8 svart kung · d7 vit bonde · g7 svart bonde · h7 svart bonde · a5 svart bonde · c3 vit drottning · a2 vit bonde · d2 svart bonde · e2 svart bonde · f2 svart bonde · g2 vit bonde · h2 vit bonde · d1 vit torn · h1 vit kung | 8 |
| 7 | d8 svart löpare · g8 svart torn · h8 svart kung · d7 vit bonde · g7 svart bonde · h7 svart bonde · a5 svart bonde · c3 vit drottning · a2 vit bonde · d2 svart bonde · e2 svart bonde · f2 svart bonde · g2 vit bonde · h2 vit bonde · d1 vit torn · h1 vit kung | d8 svart löpare · g8 svart torn · h8 svart kung · d7 vit bonde · g7 svart bonde · h7 svart bonde · a5 svart bonde · c3 vit drottning · a2 vit bonde · d2 svart bonde · e2 svart bonde · f2 svart bonde · g2 vit bonde · h2 vit bonde · d1 vit torn · h1 vit kung | d8 svart löpare · g8 svart torn · h8 svart kung · d7 vit bonde · g7 svart bonde · h7 svart bonde · a5 svart bonde · c3 vit drottning · a2 vit bonde · d2 svart bonde · e2 svart bonde · f2 svart bonde · g2 vit bonde · h2 vit bonde · d1 vit torn · h1 vit kung | d8 svart löpare · g8 svart torn · h8 svart kung · d7 vit bonde · g7 svart bonde · h7 svart bonde · a5 svart bonde · c3 vit drottning · a2 vit bonde · d2 svart bonde · e2 svart bonde · f2 svart bonde · g2 vit bonde · h2 vit bonde · d1 vit torn · h1 vit kung | d8 svart löpare · g8 svart torn · h8 svart kung · d7 vit bonde · g7 svart bonde · h7 svart bonde · a5 svart bonde · c3 vit drottning · a2 vit bonde · d2 svart bonde · e2 svart bonde · f2 svart bonde · g2 vit bonde · h2 vit bonde · d1 vit torn · h1 vit kung | d8 svart löpare · g8 svart torn · h8 svart kung · d7 vit bonde · g7 svart bonde · h7 svart bonde · a5 svart bonde · c3 vit drottning · a2 vit bonde · d2 svart bonde · e2 svart bonde · f2 svart bonde · g2 vit bonde · h2 vit bonde · d1 vit torn · h1 vit kung | d8 svart löpare · g8 svart torn · h8 svart kung · d7 vit bonde · g7 svart bonde · h7 svart bonde · a5 svart bonde · c3 vit drottning · a2 vit bonde · d2 svart bonde · e2 svart bonde · f2 svart bonde · g2 vit bonde · h2 vit bonde · d1 vit torn · h1 vit kung | d8 svart löpare · g8 svart torn · h8 svart kung · d7 vit bonde · g7 svart bonde · h7 svart bonde · a5 svart bonde · c3 vit drottning · a2 vit bonde · d2 svart bonde · e2 svart bonde · f2 svart bonde · g2 vit bonde · h2 vit bonde · d1 vit torn · h1 vit kung | 7 |
| 6 | d8 svart löpare · g8 svart torn · h8 svart kung · d7 vit bonde · g7 svart bonde · h7 svart bonde · a5 svart bonde · c3 vit drottning · a2 vit bonde · d2 svart bonde · e2 svart bonde · f2 svart bonde · g2 vit bonde · h2 vit bonde · d1 vit torn · h1 vit kung | d8 svart löpare · g8 svart torn · h8 svart kung · d7 vit bonde · g7 svart bonde · h7 svart bonde · a5 svart bonde · c3 vit drottning · a2 vit bonde · d2 svart bonde · e2 svart bonde · f2 svart bonde · g2 vit bonde · h2 vit bonde · d1 vit torn · h1 vit kung | d8 svart löpare · g8 svart torn · h8 svart kung · d7 vit bonde · g7 svart bonde · h7 svart bonde · a5 svart bonde · c3 vit drottning · a2 vit bonde · d2 svart bonde · e2 svart bonde · f2 svart bonde · g2 vit bonde · h2 vit bonde · d1 vit torn · h1 vit kung | d8 svart löpare · g8 svart torn · h8 svart kung · d7 vit bonde · g7 svart bonde · h7 svart bonde · a5 svart bonde · c3 vit drottning · a2 vit bonde · d2 svart bonde · e2 svart bonde · f2 svart bonde · g2 vit bonde · h2 vit bonde · d1 vit torn · h1 vit kung | d8 svart löpare · g8 svart torn · h8 svart kung · d7 vit bonde · g7 svart bonde · h7 svart bonde · a5 svart bonde · c3 vit drottning · a2 vit bonde · d2 svart bonde · e2 svart bonde · f2 svart bonde · g2 vit bonde · h2 vit bonde · d1 vit torn · h1 vit kung | d8 svart löpare · g8 svart torn · h8 svart kung · d7 vit bonde · g7 svart bonde · h7 svart bonde · a5 svart bonde · c3 vit drottning · a2 vit bonde · d2 svart bonde · e2 svart bonde · f2 svart bonde · g2 vit bonde · h2 vit bonde · d1 vit torn · h1 vit kung | d8 svart löpare · g8 svart torn · h8 svart kung · d7 vit bonde · g7 svart bonde · h7 svart bonde · a5 svart bonde · c3 vit drottning · a2 vit bonde · d2 svart bonde · e2 svart bonde · f2 svart bonde · g2 vit bonde · h2 vit bonde · d1 vit torn · h1 vit kung | d8 svart löpare · g8 svart torn · h8 svart kung · d7 vit bonde · g7 svart bonde · h7 svart bonde · a5 svart bonde · c3 vit drottning · a2 vit bonde · d2 svart bonde · e2 svart bonde · f2 svart bonde · g2 vit bonde · h2 vit bonde · d1 vit torn · h1 vit kung | 6 |
| 5 | d8 svart löpare · g8 svart torn · h8 svart kung · d7 vit bonde · g7 svart bonde · h7 svart bonde · a5 svart bonde · c3 vit drottning · a2 vit bonde · d2 svart bonde · e2 svart bonde · f2 svart bonde · g2 vit bonde · h2 vit bonde · d1 vit torn · h1 vit kung | d8 svart löpare · g8 svart torn · h8 svart kung · d7 vit bonde · g7 svart bonde · h7 svart bonde · a5 svart bonde · c3 vit drottning · a2 vit bonde · d2 svart bonde · e2 svart bonde · f2 svart bonde · g2 vit bonde · h2 vit bonde · d1 vit torn · h1 vit kung | d8 svart löpare · g8 svart torn · h8 svart kung · d7 vit bonde · g7 svart bonde · h7 svart bonde · a5 svart bonde · c3 vit drottning · a2 vit bonde · d2 svart bonde · e2 svart bonde · f2 svart bonde · g2 vit bonde · h2 vit bonde · d1 vit torn · h1 vit kung | d8 svart löpare · g8 svart torn · h8 svart kung · d7 vit bonde · g7 svart bonde · h7 svart bonde · a5 svart bonde · c3 vit drottning · a2 vit bonde · d2 svart bonde · e2 svart bonde · f2 svart bonde · g2 vit bonde · h2 vit bonde · d1 vit torn · h1 vit kung | d8 svart löpare · g8 svart torn · h8 svart kung · d7 vit bonde · g7 svart bonde · h7 svart bonde · a5 svart bonde · c3 vit drottning · a2 vit bonde · d2 svart bonde · e2 svart bonde · f2 svart bonde · g2 vit bonde · h2 vit bonde · d1 vit torn · h1 vit kung | d8 svart löpare · g8 svart torn · h8 svart kung · d7 vit bonde · g7 svart bonde · h7 svart bonde · a5 svart bonde · c3 vit drottning · a2 vit bonde · d2 svart bonde · e2 svart bonde · f2 svart bonde · g2 vit bonde · h2 vit bonde · d1 vit torn · h1 vit kung | d8 svart löpare · g8 svart torn · h8 svart kung · d7 vit bonde · g7 svart bonde · h7 svart bonde · a5 svart bonde · c3 vit drottning · a2 vit bonde · d2 svart bonde · e2 svart bonde · f2 svart bonde · g2 vit bonde · h2 vit bonde · d1 vit torn · h1 vit kung | d8 svart löpare · g8 svart torn · h8 svart kung · d7 vit bonde · g7 svart bonde · h7 svart bonde · a5 svart bonde · c3 vit drottning · a2 vit bonde · d2 svart bonde · e2 svart bonde · f2 svart bonde · g2 vit bonde · h2 vit bonde · d1 vit torn · h1 vit kung | 5 |
| 4 | d8 svart löpare · g8 svart torn · h8 svart kung · d7 vit bonde · g7 svart bonde · h7 svart bonde · a5 svart bonde · c3 vit drottning · a2 vit bonde · d2 svart bonde · e2 svart bonde · f2 svart bonde · g2 vit bonde · h2 vit bonde · d1 vit torn · h1 vit kung | d8 svart löpare · g8 svart torn · h8 svart kung · d7 vit bonde · g7 svart bonde · h7 svart bonde · a5 svart bonde · c3 vit drottning · a2 vit bonde · d2 svart bonde · e2 svart bonde · f2 svart bonde · g2 vit bonde · h2 vit bonde · d1 vit torn · h1 vit kung | d8 svart löpare · g8 svart torn · h8 svart kung · d7 vit bonde · g7 svart bonde · h7 svart bonde · a5 svart bonde · c3 vit drottning · a2 vit bonde · d2 svart bonde · e2 svart bonde · f2 svart bonde · g2 vit bonde · h2 vit bonde · d1 vit torn · h1 vit kung | d8 svart löpare · g8 svart torn · h8 svart kung · d7 vit bonde · g7 svart bonde · h7 svart bonde · a5 svart bonde · c3 vit drottning · a2 vit bonde · d2 svart bonde · e2 svart bonde · f2 svart bonde · g2 vit bonde · h2 vit bonde · d1 vit torn · h1 vit kung | d8 svart löpare · g8 svart torn · h8 svart kung · d7 vit bonde · g7 svart bonde · h7 svart bonde · a5 svart bonde · c3 vit drottning · a2 vit bonde · d2 svart bonde · e2 svart bonde · f2 svart bonde · g2 vit bonde · h2 vit bonde · d1 vit torn · h1 vit kung | d8 svart löpare · g8 svart torn · h8 svart kung · d7 vit bonde · g7 svart bonde · h7 svart bonde · a5 svart bonde · c3 vit drottning · a2 vit bonde · d2 svart bonde · e2 svart bonde · f2 svart bonde · g2 vit bonde · h2 vit bonde · d1 vit torn · h1 vit kung | d8 svart löpare · g8 svart torn · h8 svart kung · d7 vit bonde · g7 svart bonde · h7 svart bonde · a5 svart bonde · c3 vit drottning · a2 vit bonde · d2 svart bonde · e2 svart bonde · f2 svart bonde · g2 vit bonde · h2 vit bonde · d1 vit torn · h1 vit kung | d8 svart löpare · g8 svart torn · h8 svart kung · d7 vit bonde · g7 svart bonde · h7 svart bonde · a5 svart bonde · c3 vit drottning · a2 vit bonde · d2 svart bonde · e2 svart bonde · f2 svart bonde · g2 vit bonde · h2 vit bonde · d1 vit torn · h1 vit kung | 4 |
| 3 | d8 svart löpare · g8 svart torn · h8 svart kung · d7 vit bonde · g7 svart bonde · h7 svart bonde · a5 svart bonde · c3 vit drottning · a2 vit bonde · d2 svart bonde · e2 svart bonde · f2 svart bonde · g2 vit bonde · h2 vit bonde · d1 vit torn · h1 vit kung | d8 svart löpare · g8 svart torn · h8 svart kung · d7 vit bonde · g7 svart bonde · h7 svart bonde · a5 svart bonde · c3 vit drottning · a2 vit bonde · d2 svart bonde · e2 svart bonde · f2 svart bonde · g2 vit bonde · h2 vit bonde · d1 vit torn · h1 vit kung | d8 svart löpare · g8 svart torn · h8 svart kung · d7 vit bonde · g7 svart bonde · h7 svart bonde · a5 svart bonde · c3 vit drottning · a2 vit bonde · d2 svart bonde · e2 svart bonde · f2 svart bonde · g2 vit bonde · h2 vit bonde · d1 vit torn · h1 vit kung | d8 svart löpare · g8 svart torn · h8 svart kung · d7 vit bonde · g7 svart bonde · h7 svart bonde · a5 svart bonde · c3 vit drottning · a2 vit bonde · d2 svart bonde · e2 svart bonde · f2 svart bonde · g2 vit bonde · h2 vit bonde · d1 vit torn · h1 vit kung | d8 svart löpare · g8 svart torn · h8 svart kung · d7 vit bonde · g7 svart bonde · h7 svart bonde · a5 svart bonde · c3 vit drottning · a2 vit bonde · d2 svart bonde · e2 svart bonde · f2 svart bonde · g2 vit bonde · h2 vit bonde · d1 vit torn · h1 vit kung | d8 svart löpare · g8 svart torn · h8 svart kung · d7 vit bonde · g7 svart bonde · h7 svart bonde · a5 svart bonde · c3 vit drottning · a2 vit bonde · d2 svart bonde · e2 svart bonde · f2 svart bonde · g2 vit bonde · h2 vit bonde · d1 vit torn · h1 vit kung | d8 svart löpare · g8 svart torn · h8 svart kung · d7 vit bonde · g7 svart bonde · h7 svart bonde · a5 svart bonde · c3 vit drottning · a2 vit bonde · d2 svart bonde · e2 svart bonde · f2 svart bonde · g2 vit bonde · h2 vit bonde · d1 vit torn · h1 vit kung | d8 svart löpare · g8 svart torn · h8 svart kung · d7 vit bonde · g7 svart bonde · h7 svart bonde · a5 svart bonde · c3 vit drottning · a2 vit bonde · d2 svart bonde · e2 svart bonde · f2 svart bonde · g2 vit bonde · h2 vit bonde · d1 vit torn · h1 vit kung | 3 |
| 2 | d8 svart löpare · g8 svart torn · h8 svart kung · d7 vit bonde · g7 svart bonde · h7 svart bonde · a5 svart bonde · c3 vit drottning · a2 vit bonde · d2 svart bonde · e2 svart bonde · f2 svart bonde · g2 vit bonde · h2 vit bonde · d1 vit torn · h1 vit kung | d8 svart löpare · g8 svart torn · h8 svart kung · d7 vit bonde · g7 svart bonde · h7 svart bonde · a5 svart bonde · c3 vit drottning · a2 vit bonde · d2 svart bonde · e2 svart bonde · f2 svart bonde · g2 vit bonde · h2 vit bonde · d1 vit torn · h1 vit kung | d8 svart löpare · g8 svart torn · h8 svart kung · d7 vit bonde · g7 svart bonde · h7 svart bonde · a5 svart bonde · c3 vit drottning · a2 vit bonde · d2 svart bonde · e2 svart bonde · f2 svart bonde · g2 vit bonde · h2 vit bonde · d1 vit torn · h1 vit kung | d8 svart löpare · g8 svart torn · h8 svart kung · d7 vit bonde · g7 svart bonde · h7 svart bonde · a5 svart bonde · c3 vit drottning · a2 vit bonde · d2 svart bonde · e2 svart bonde · f2 svart bonde · g2 vit bonde · h2 vit bonde · d1 vit torn · h1 vit kung | d8 svart löpare · g8 svart torn · h8 svart kung · d7 vit bonde · g7 svart bonde · h7 svart bonde · a5 svart bonde · c3 vit drottning · a2 vit bonde · d2 svart bonde · e2 svart bonde · f2 svart bonde · g2 vit bonde · h2 vit bonde · d1 vit torn · h1 vit kung | d8 svart löpare · g8 svart torn · h8 svart kung · d7 vit bonde · g7 svart bonde · h7 svart bonde · a5 svart bonde · c3 vit drottning · a2 vit bonde · d2 svart bonde · e2 svart bonde · f2 svart bonde · g2 vit bonde · h2 vit bonde · d1 vit torn · h1 vit kung | d8 svart löpare · g8 svart torn · h8 svart kung · d7 vit bonde · g7 svart bonde · h7 svart bonde · a5 svart bonde · c3 vit drottning · a2 vit bonde · d2 svart bonde · e2 svart bonde · f2 svart bonde · g2 vit bonde · h2 vit bonde · d1 vit torn · h1 vit kung | d8 svart löpare · g8 svart torn · h8 svart kung · d7 vit bonde · g7 svart bonde · h7 svart bonde · a5 svart bonde · c3 vit drottning · a2 vit bonde · d2 svart bonde · e2 svart bonde · f2 svart bonde · g2 vit bonde · h2 vit bonde · d1 vit torn · h1 vit kung | 2 |
| 1 | d8 svart löpare · g8 svart torn · h8 svart kung · d7 vit bonde · g7 svart bonde · h7 svart bonde · a5 svart bonde · c3 vit drottning · a2 vit bonde · d2 svart bonde · e2 svart bonde · f2 svart bonde · g2 vit bonde · h2 vit bonde · d1 vit torn · h1 vit kung | d8 svart löpare · g8 svart torn · h8 svart kung · d7 vit bonde · g7 svart bonde · h7 svart bonde · a5 svart bonde · c3 vit drottning · a2 vit bonde · d2 svart bonde · e2 svart bonde · f2 svart bonde · g2 vit bonde · h2 vit bonde · d1 vit torn · h1 vit kung | d8 svart löpare · g8 svart torn · h8 svart kung · d7 vit bonde · g7 svart bonde · h7 svart bonde · a5 svart bonde · c3 vit drottning · a2 vit bonde · d2 svart bonde · e2 svart bonde · f2 svart bonde · g2 vit bonde · h2 vit bonde · d1 vit torn · h1 vit kung | d8 svart löpare · g8 svart torn · h8 svart kung · d7 vit bonde · g7 svart bonde · h7 svart bonde · a5 svart bonde · c3 vit drottning · a2 vit bonde · d2 svart bonde · e2 svart bonde · f2 svart bonde · g2 vit bonde · h2 vit bonde · d1 vit torn · h1 vit kung | d8 svart löpare · g8 svart torn · h8 svart kung · d7 vit bonde · g7 svart bonde · h7 svart bonde · a5 svart bonde · c3 vit drottning · a2 vit bonde · d2 svart bonde · e2 svart bonde · f2 svart bonde · g2 vit bonde · h2 vit bonde · d1 vit torn · h1 vit kung | d8 svart löpare · g8 svart torn · h8 svart kung · d7 vit bonde · g7 svart bonde · h7 svart bonde · a5 svart bonde · c3 vit drottning · a2 vit bonde · d2 svart bonde · e2 svart bonde · f2 svart bonde · g2 vit bonde · h2 vit bonde · d1 vit torn · h1 vit kung | d8 svart löpare · g8 svart torn · h8 svart kung · d7 vit bonde · g7 svart bonde · h7 svart bonde · a5 svart bonde · c3 vit drottning · a2 vit bonde · d2 svart bonde · e2 svart bonde · f2 svart bonde · g2 vit bonde · h2 vit bonde · d1 vit torn · h1 vit kung | d8 svart löpare · g8 svart torn · h8 svart kung · d7 vit bonde · g7 svart bonde · h7 svart bonde · a5 svart bonde · c3 vit drottning · a2 vit bonde · d2 svart bonde · e2 svart bonde · f2 svart bonde · g2 vit bonde · h2 vit bonde · d1 vit torn · h1 vit kung | 1 |
|   | a | b | c | d | e | f | g | h |   |